# ديفيد كويشنير
ديفيد كويشنير (بالإنجليزية: David Koechner)‏ ممثل أمريكي من مواليد 24 أغسطس 1962.

## الأعمال
- ذيل الكلب
- رجل على القمر
- أوستن باورز: الجاسوس الذي غيرني
- المذيع: أسطورة رون بورغاندي
- ذا دوكس اوف هازرد
- أفاعي في طائرة
- الحظيرة
- قصة ريكي بوبي
- شكرا لك على التدخين
- بولز أوف فيوري
- دليل الكشافة إلى زومبي نهاية العالم (2015)

## وصلات خارجية
- ديفيد كويشنير على موقع IMDb (الإنجليزية)
- ديفيد كويشنير على موقع روتن توميتوز (الإنجليزية)
- ديفيد كويشنير على موقع ألو سيني (الفرنسية)
- ديفيد كويشنير على موقع ميوزك برينز (الإنجليزية)
- ديفيد كويشنير على موقع أول موفي (الإنجليزية)
- ديفيد كويشنير على موقع قاعدة بيانات الأفلام السويدية (السويدية)
- ديفيد كويشنير على موقع إن إن دي بي (الإنجليزية)
- ديفيد كويشنير على موقع ديسكوغز (الإنجليزية)
- ديفيد كويشنير على موقع قاعدة بيانات الفيلم (الإنجليزية)
- ديفيد كويشنير على موقع كينوبويسك (الروسية)